# Рокарій ЗАТ «Закарпатліс»
Рока́рій ЗАТ «Закарпатлі́с» — парк-пам'ятка садово-паркового мистецтва місцевого значення в Україні. Розташований у межах міста Ужгорода Закарпатської області, на вулиці Собранецькій, 60 (територія ЗАТ «Закарпатліс»). 
Площа 0,51 га. Статус надано згідно з рішенням облради від 11.01.2002 року, № 377. Перебуває у віданні Дирекції ЗАТ «Закарпатліс». 

Статус надано з метою збереження рокарію (кам'янистого саду) з цінними декоративними рослинами. 

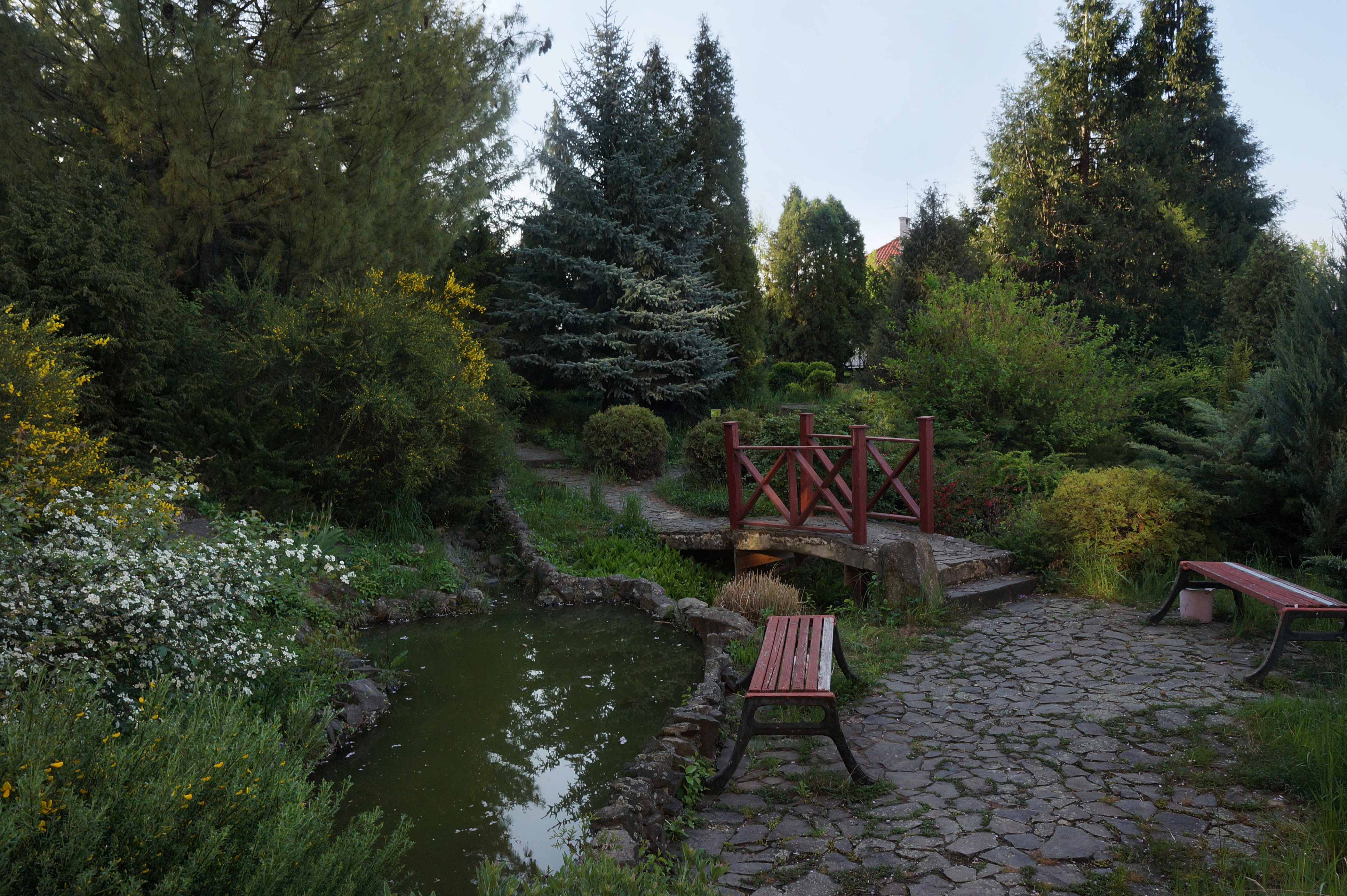
Доріжка та струмок у парку
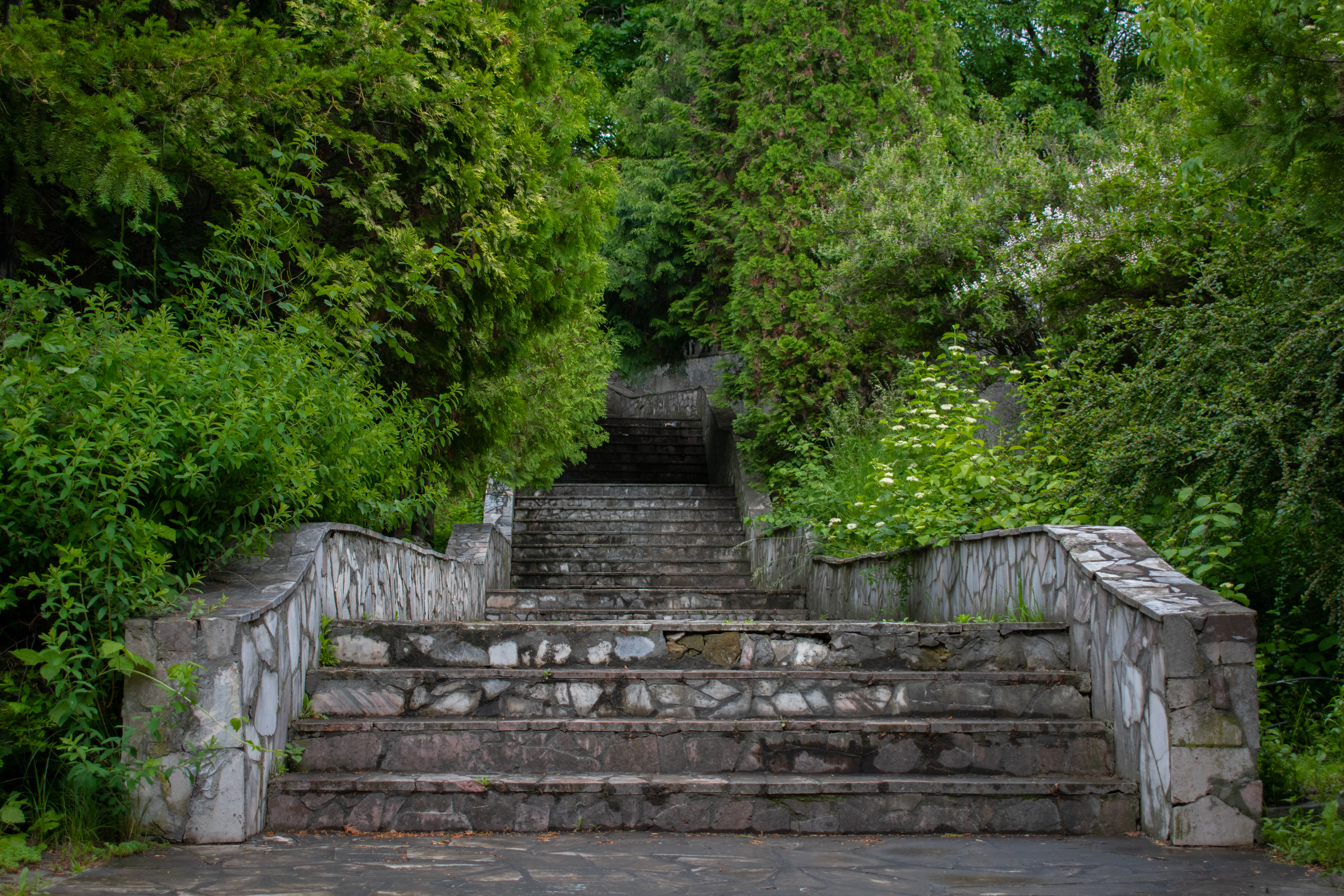
Сходи у парку
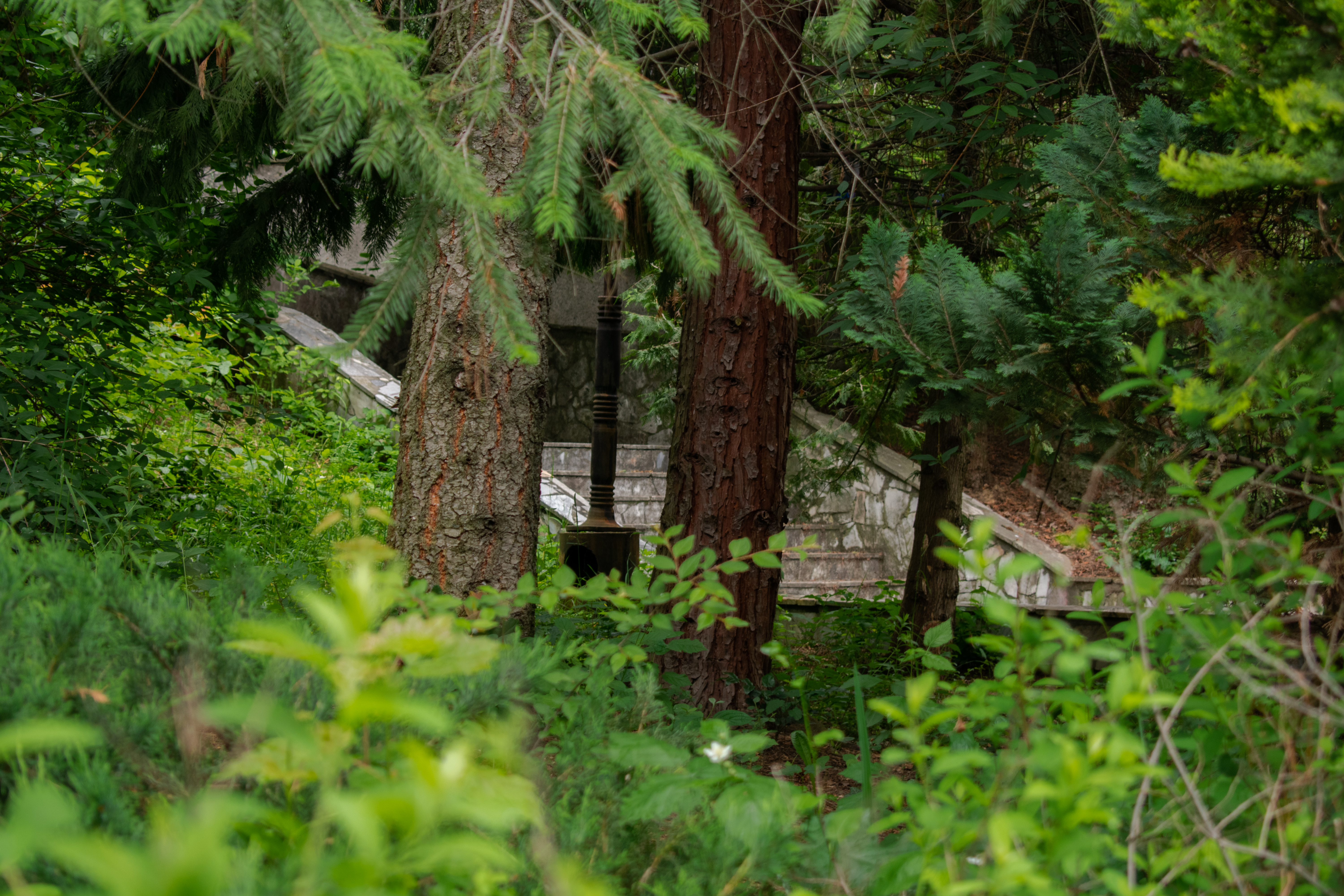
Вид на сходи з боку дерев